# Воронов, Борис Александрович (писатель)
Борис Александрович Воронов (22 марта 1903, Вольск, Саратовская губерния — 3 октября 1986) — советский писатель-сказочник, сценарист-мультипликатор.

## Биография
Родился в г. Вольске Саратовской губернии. Окончил профтехшколу (1924). В 1925—1927 годы служил в РККА; в 1927 году вступил в ВКП(б).
В 1930 году окончил рабфак искусств им. А. В. Луначарского, в 1934 — ВГИК. Сотрудник газеты «Комсомольская правда», издательства «Искусство» (1927—1937). Затем работал в Главном управлении учебных и научно-технических фильмов (с 1937); сотрудничал с литературно-художественными журналами.
В 1941 году призван в Красную армию, участвовал в Великой Отечественной войне в частях ПВО (по февраль 1944 года — политрук роты 45-го прожекторного полка; с июня 1945 — заместитель редактора дивизионной газеты «Зенитчик»). Демобилизован в звании капитана.
В дальнейшем начальник (1947—1956), главный редактор сценарного отдела киностудии «Союзмультфильм» (1956—1963).
Член Союза кинематографистов СССР (с 1957 года).
Урна с прахом захоронена в колумбарии Ваганьковского кладбища.

## Творчество

### Фильмография
Редактор мультипликационных фильмов:
- 1959 — Али-Баба и сорок разбойников
- 1959 — Вернулся служивый домой
- 1960 — Конец Чёрной топи
- 1960 — Машенька и медведь
- 1960 — Непьющий воробей. Сказка для взрослых
- 1960 — Три зятя
- 1960 — Тринадцатый рейс
- 1961 — Кто самый сильный?
- 1961 — Семейная хроника
- 1961 — Три пингвина
- 1962 — Баня
- 1962 — Кто сказал «мяу»?
- 1962 — Обида

### Литературное творчество
С 1950 по 1979 годы — составитель книжной серии «Фильмы-сказки. Сценарии рисованных фильмов».

## Награды
- Медаль «За оборону Москвы»[1]
- Орден Красной Звезды (28.9.1945)[1]
- Орден Отечественной войны II степени (6.11.1985)[3]